# Walo von Greyerz
Walo von Greyerz, född 21 oktober 1878 i Bollnäs, död 1950, var en svensk väg- och vattenbyggnadsingenjör.
Efter studentexamen 1896 blev von Greyerz underlöjtnant i Fortifikationens reserv 1899 och avlade avgångsexamen från Kungliga Tekniska högskolan 1902. Han blev ingenjör hos AB Vattenbyggnadsbyrån i Stockholm 1902, löjtnant i Väg- och vattenbyggnadskåren (VVK) 1908, avdelningschef och konsulterande ingenjör för vattenledningar och vattenavlopp hos AB Vattenbyggnadsbyrån 1912, kapten i VVK 1916, major 1929 och tog avsked 1943. 
Han var sakkunnig för avgivande av yttranden angående bland annat Helsingfors vattenavlopp 1927, Rangoons vattenledningar 1928, Stockholms vattenledningar 1929, Stockholms vattenavlopp 1933–35, sakkunnig inom justitiedepartementet angående lagstiftning rörande åtgärder mot vattenföroreningar och rörande rätt att utnyttja grundvatten 1936–41. 
Han representerade Svenska Teknologföreningen vid internationella sanitetstekniska konferensen i London 1924. Han var ledamot av styrelsen för Svenska Teknologföreningen 1930 och 1932, samma förenings avdelning för väg- och vattenbyggnadskonst 1931–32, vice ordförande 1932, för Sveriges konsulterande ingenjörers förening 1933–40, vice ordförande 1933–36 och ordförande 1937–40. Han skrev facktekniska uppsatser främst i Teknisk Tidskrift.